# North American Man/Boy Love Association
 (décembre 2012).
La North American Man/Boy Love Association (NAMBLA) (Association nord-américaine pour l'amour entre les hommes et les jeunes garçons) est une organisation implantée aux États-Unis formée par des pédophiles homosexuels, basée à New York et San Francisco. La NAMBLA s'oppose à l'idée d'un âge minimal pour avoir des rapports sexuels. Elle défend ce qu'elle qualifie de droit des mineurs à explorer leur sexualité propre sur des bases plus libérales que ne le permet la société actuelle. Ses buts officiels sont de « mettre fin à l'oppression des hommes et adolescents qui ont librement choisi d'avoir des relations sexuelles » et d'obtenir « l'adoption de lois qui à la fois protègent les enfants des contacts sexuels non désirés tout en les laissant libres de déterminer ce qu'ils veulent faire de leur sexualité ». Le site de la NAMBLA précise que l'association « n'offre ni encouragements, ni conseils, ni aide à ceux qui cherchent des rapports sexualisés » et ne pousse pas à « contrevenir à la loi [ni à] disculper quiconque [y contreviendrait] ».
L'association organisait un rassemblement annuel à New York, et des réunions mensuelles dans tous les États-Unis. Au début des années 1980, elle comportait plus de trois cents membres, et était soutenue par des personnalités comme Allen Ginsberg. Depuis, elle ne communique plus d'informations sur ses membres, mais une infiltration menée par le FBI en 1995 a permis de découvrir plus de 1 100 noms. C'est la plus grande organisation du groupe IPCE, l'International Pedophile and Child Emancipation.
Depuis 1995, le durcissement des lois et la pression de l'opinion publique ont porté un lourd tort à la NAMBLA, dont les activités se réduisent actuellement à son site web. Un rapport de 2001 montre l'arrêt du rassemblement annuel et la raréfaction de plus en plus grande des réunions mensuelles locales.

## Idéologie et position officielle
La NAMBLA se qualifie de « groupe de soutien en faveur des relations intergénérationnelles » et a pour slogan « sexual freedom for all » (« la liberté sexuelle pour tous »). Son objectif est de « soutenir les droits des jeunes comme ceux des adultes à choisir les partenaires avec lesquels ils désirent partager leur corps, en vue du plaisir ».
L'un des arguments du groupe est que les lois instituant une majorité sexuelle criminalisent inutilement les relations sexuelles entre majeurs et mineurs (particulièrement ceux de sexe masculin). En 1980, une assemblée générale de la NAMBLA adopta, sur une proposition de Tom Reeves, la résolution suivante : « (1) La North American Man/Boy Love Association réclame la suppression de la majorité sexuelle et de toutes les lois faisant entrave à la libre-utilisation de leur corps par les hommes et les adolescents. (2) Nous réclamons la libération de tous les hommes et adolescents emprisonnés à cause de ces lois. »
Selon Roy Radow, un des principaux membres de la NAMBLA, l'organisation s'est toujours déclarée contre les châtiments corporels, le viol, le rapt et l'exploitation sexuelle, qui sont tous quatre facteurs d'exclusion du groupe.
On prétend parfois que la NAMBLA utilise des slogans comme « après huit ans, il est trop tard » (« sex by eight is too late », « sex by eight or else it's too late »), mais on la confond alors avec la René Guyon Society.

## Histoire du mouvement
La NAMBLA provient de l'atmosphère particulière des années 1970, et plus particulièrement d'une aile du mouvement Gay Liberation apparue à la suite des émeutes de Stonewall en 1969. Mais à cette époque, les homosexuels se préoccupaient plus des problèmes de répression policière que de relations sexuelles avec des mineurs. Il a fallu attendre la fin des années 1970 et la publication dans The Body Politic (journal gay canadien) d'un article de Gerald Hannon intitulé « Des hommes qui aiment des adolescents qui aiment des hommes » pour que la nécessité de créer la NAMBLA se fasse sentir.

### La création de la NAMBLA (1977-1978)
En décembre 1978, la police lança l'assaut sur une maison de la banlieue bostonaise de Revere. Vingt-quatre hommes furent arrêtés et mis en examen pour une centaine de détournements de mineurs âgés de huit à quinze ans. Garrett Byrne, District Attorney du comté de Suffolk, prétendit que les hommes usaient de drogues et de jeux vidéo pour attirer les garçons dans leur maison, où ils les photographiaient et profitaient d'eux. Byrne accusa les hommes d'être membres d'un réseau pédophile (« sex ring ») mais qu'ils n'étaient que « la partie émergée de l'iceberg ». Les arrestations déclenchèrent une intense couverture médiatique, et des journaux locaux publièrent les photographies des hommes accusés, ainsi que des informations personnelles les concernant.
Les membres de la rédaction du journal gay Fag Rag crurent déceler une motivation politique derrière l'assaut. Avec d'autres gays de la communauté de Boston, ils assimilèrent l'action de Byrne à une chasse aux sorcières d'homosexuels. Le 9 décembre ils créèrent le Comité Boston-Boise (Boston-Boise Comittee, faisant référence à une affaire similaire survenue à Boise, en Idaho, dans les années 1950) afin de lever des fonds pour la défense et d'informer l'opinion publique (par exemple en distribuant des prospectus).
Garrett Byrne perdit les élections suivantes. Le nouveau District Attorney déclara qu'aucun homme ne devait craindre la prison en cas de relation sexuelle avec un adolescent, tant que ce dernier n'y a pas été forcé. Toutes les poursuites furent abandonnées. Les rares à avoir été déjà condamnés n'écopèrent finalement que de sursis.
Le 2 décembre 1978, Tom Reeves, du comité de Boston-Boise, organisa une réunion autour du thème « L'amour hommes/garçons et la majorité sexuelle », à laquelle assistèrent environ 150 personnes. À la fin de la réunion, une trentaine d'hommes et de jeunes décidèrent de créer une organisation qu'ils choisirent d'appeler le North American Man/Boy Love Association, NAMBLA en abrégé.

### L'isolement
À la suite des émeutes de Stonewall, certaines organisations américaines et canadiennes pour la défense des droits des homosexuels réclamèrent la suppression des lois sur la majorité sexuelle, car elles estimaient que la libération des homosexuels ne devait pas être limitée par l'âge de ceux-ci. La Gay Activists Association (GAA), groupe ayant fait sécession avec le Gay Liberation Front en décembre 1969, s'opposait à la majorité sexuelle et tint un forum de discussion à ce sujet en 1976. En 1972, les GAA de Chicago et New York organisèrent une conférence regroupant des militants homosexuels provenant de 85 organisations différentes. À cette conférence, environ deux cents militant se coalisèrent pour former la National Coalition of Gay Organizations (Coalition nationale des organisations homosexuelles), et firent voter un « Socle commun des droits homosexuels » (« Gay Rights Platform ») qui appelait à la suppression « de toutes les lois régentant la majorité sexuelle ». La coalition canadienne pour les droits des gays et lesbiennes (ou NGRC, National Gay Rights Coalition), agit dans le même sens, tout comme la GATE (Gay Alliance Toward Equality).
L'indifférence de l'opinion publique face à ces revendications se mua en hostilité avec la multiplication des stéréotypes sur les homosexuels, perçus comme des violeurs d'enfants et des pédopornographes. En 1977, Judianne Densen-Gerber, fondatrice du centre de désintoxication Odyssey House, et la Miss USA Anita Bryant lancèrent chacune de leur côté des campagnes publiques contre les homosexuels. La première prétendait qu'ils produisaient et diffusaient à grande échelle de la pornographie enfantine, tandis que la seconde, dans sa campagne « Sauvons nos enfants » (« Save Our Children »), chercha à dépeindre tous les homosexuels comme des violeurs d'enfants, affirmant par exemple « Les homosexuels ont besoin d'embrigader nos enfants pour assurer la survie et la diffusion de leur mouvement ». L'action de Bryant lui permit de renforcer la législation à ce sujet tout en abaissant les droits civils des homosexuels dans le comté de Dade (Floride). Par conséquent, la question de la majorité sexuelle devint un sujet très débattu dans la communauté gay, entre les anti (dont la plupart étaient engagés dans la NAMBLA) et ceux qui y voyaient un mal nécessaire pour la survie de la communauté.
Les désaccords apparurent clairement à la conférence qui organisait la première marche homosexuelle de Washington, en 1979. En effet celle-ci, en plus de créer plusieurs comités formels, devait aussi tracer les grandes lignes des principes de la marche (« Les cinq points »). On avait tout d'abord approuvé la proposition du comité des jeunes homosexuels (Gay Youth Caucus) qui demandaient « la liberté pénale totale, pour les jeunes homosexuels, après révision des lois sur la majorité sexuelle ». Cependant, lors de la première réunion du comité de coordination nationale, un groupe de lesbiennes menaça de ne pas participer à la marche si cette proposition n'était pas formellement modifiée. Le substitut à la phrase originelle, approuvé après un sondage par courrier par une majorité de délégués, fut : il faut « protéger les jeunes gays et lesbiennes de toutes les lois visant à les discriminer, les oppresser, les harceler, dans leur foyer, à l'école, et dans leur environnement social et professionnel ».
En 1980, un « rassemblement lesbien du comité pour la Gay Pride » (« Lesbian Caucus – Lesbian & Gay Pride March Committee ») distribua des tracts invitant les femmes à ne pas participer à la Gay Pride annuelle de New York à cause d'une supposée mainmise de la NAMBLA sur son comité d'organisation. L'année suivante, comme des lesbiennes avaient menacé de ne pas venir au festival homosexuel annuel de l'université de Cornell, le Gay PAC (Gay People at Cornell) retira à David Thorstad, le fondateur de la NAMBLA, l'invitation qui lui avait été faite d'être le maître de cérémonie du festival. Les années suivantes, de plus en plus d'organisations de défense des droits des homosexuels essayèrent d'empêcher la participation de la NAMBLA aux marches des fiertés.
Ainsi, au milieu des années 1980, la NAMBLA se retrouva politiquement isolée, même au sein du mouvement homosexuel. Les organisations de défense des droits des homosexuels, que l'on rapprochait des affaires de viols d'enfants, avaient abandonné le radicalisme de leurs jeunes années afin d'essayer d'améliorer leur image aux yeux de l'opinion publique. Le soutien aux « groupes perçus comme situés aux marges de la communauté homosexuelle », comme la NAMBLA, disparut alors totalement. Aujourd'hui, presque tous les mouvements homosexuels refusent le moindre lien avec la NAMBLA, désapprouvant ses objectifs et tentant de leur empêcher de tenir le moindre rôle dans les grands événements gays et lesbiens.

### La controverse avec l'International Lesbian and Gay Association
Le cas de l'ILGA montre cette opposition. En 1993, l'ILGA, dont la NAMBLA était membre depuis une dizaine d'années, s'associa avec les Nations unies. Mais ses liaisons avec la NAMBLA soulevèrent de nombreuses protestations, et plusieurs organisations homosexuelles l'appelèrent à rompre tout rapport avec le mouvement pédérastique. Le sénateur républicain Jesse Helms soumit au Parlement un projet de loi visant à supprimer 119 millions de dollars d'aides aux Nations unies tant que le président Bill Clinton n'aurait pas certifié qu'« aucun organe de l'ONU ne garantirait de statut officiel, d'accréditation, ou de reconnaissance aux organisations qui promeuvent, ferment les yeux sur, ou recherchent la légalisation de la pédophilie, c'est-à-dire l'abus sexuel des enfants ». Le projet de loi fut voté à l'unanimité par le Congrès et la loi promulguée en avril 1994 par Clinton.
En 1985, l'ILGA avait voté une résolution indiquant que « les jeunes gens ont le droit de décider d'eux-mêmes de leur vie sexuelle et sociale, [et que] les lois sur la majorité sexuelles tendent plus à les oppresser qu'à les protéger ». En dépit de cet apparent accord avec la NAMBLA neuf ans plus tôt, cette dernière organisation, ainsi que deux autres groupes (MARTIJN et Project Truth), furent exclus de l'ILGA en 1994 car on leur reprochait d'avoir pour « objectif principal le soutien et la promotion de la pédophilie ». Malgré cette exclusion, l'ONU n'accorda pas à l'ILGA avant 2011, le rôle consultatif spécial originellement promis. Depuis 1997, l'ILGA-Europe a un rôle consultatif à la Commission européenne.
Gregory King, de l'Human Rights Campaign, affirma en 1997 : « La NAMBLA n'est pas une organisation homosexuelle... Ses membres ne font pas partie de notre communauté et nous rejetons complètement leur effort pour insinuer que la pédophilie est liée aux droits des gays et lesbiennes. » La NAMBLA répliqua en clamant que « par définition, l'amour homme/garçon est homosexuel », que « les boylovers font partie du mouvement gay, et sont des éléments primordiaux de son histoire et sa culture » et que « les homosexuels affirmant qu'être attiré par les adolescents n'est "pas gay" sont aussi stupides que les hétérosexuels affirmant qu'être attiré par les adolescentes n'est "pas hétérosexuel" ».

### Les années 90
En 1994, le GLAAD (Gay and Lesbian Alliance Against Defamation) adopta une « résolution concernant notre position vis-à-vis de la NAMBLA » indiquant que le GLAAD « déplore les buts de la North American Man Boy Love Association's (NAMBLA), qui incluent la défense des rapports sexuels entre des hommes adultes et des garçons, ainsi que la suppression des protections légales de l'enfance. Ces buts constituent une forme d'abus des enfants, et répugnent la GLAAD. » La même année, le conseil de direction de la NGLTF (National Gay and Lesbian Task Force) adopta cette résolution à propos de la NAMBLA : « La NGLTF condamne tous les abus envers les mineurs, de nature sexuelle ou non, perpétré par des adultes. Par conséquent, la NGLTF condamne les principes directeurs de la NAMBLA et de toutes les organisations du même genre. »
En 1996, David Thorstad, cofondateur de la NAMBLA, se plaignit que « le Bulletin devenait un magazine semi-pornographique pour pédophiles ». D'autres membres insistèrent sur le fait que dans le groupe, seule une minorité était pédophile, la majorité étant pédéraste.
Les documents liés à l'affaire Curley v. NAMBLA nous informe plus avant sur la structure et les activités de l'organisation. En mars 2003, le juge George O'Toole, de la cour fédérale du Massachusetts, découvrit que dans les années 1990, la NAMBLA était dirigée par un comité national de pilotage (National Steering Commitee). Les documents judiciaires jettent aussi la lumière sur certaines des activités de la NAMBLA. On y lit ainsi :
« La NAMBLA a été créée comme association de fait en 1978 afin d'encourager la reconnaissance publique des relations sexuelles consenties entre hommes et garçons. Son siège est à New York, et son principal moyen pour toucher le public est son Bulletin, un trimestriel envoyé aux membres dont les cotisations sont à jour, (...) Gayme Magazine envoyé aux membres et vendu dans quelques librairies ; un site internet ; (...) TOPICS, une collection de livrets fournissant des considérations avancées sur « l'amour hommes-garçons » ; une lettre d'information pour les membres emprisonnés ; Ariel's Pages, un organe de la NAMBLA vendant des livres liés au boylove ; et des conférences.
« Le comité de pilotage, à travers plusieurs de ses membres, a également créé « Zymurgy Inc. », société immatriculée dans le Dalaware. Bien que ses défenseurs affirment que le Bulletin, Gayme magazine, Ariel's Page et Zymurgy Inc. sont distincts de la NAMBLA, il apparaît clairement (notamment lorsque l'on s'intéresse aux ordres du jour des réunions de ce comité) que toutes ces entités sont contrôlées par le comité de pilotage, qui les finance les unes grâce aux autres.
« Au-delà du contrôle financier de la NAMBLA, le comité de pilotage dirige aussi l'action politique et judiciaire de l'association, et s'occupe de son image publique. (...) Les membres de ce comité travaillent très étroitement, maintiennent le site de la NAMBLA, et écrivent, diffusent et distribuent toutes ses publications. William Andriette, du Massachusetts, éditeur du Bulletin et de Gayme Magazine agit sous la direction du comité (...) et est l'un des porte-paroles de la NAMBLA. (...) Le contenu du Bulletin provient du « Bulletin Collective », un comité éditorial formé de membres de la NAMBLA de tous les États-Unis qui écrivent les articles, prennent les photographies, réalisent les illustrations, et s'occupent de produire et distribuer la publication. »
Le juge O'Toole découvrit que David Thorstad, Dennis Bejin, Joe Power, David Miller (alias David Menasco), Peter Melzer (alias Peter Herman), Arnold Schoen (alias Floyd Conaway), Dennis Mintun, Chris Farrell, Tim Bloomquist, Tecumseh Brown, Gary Hann, Peter Reed, Robert Schwartz, Walter Bieder et Leyland Stevenson étaient ou ont été membres du comité et qu'ils ont ou avaient occupé une position importante dans l'organisation.

### De nos jours
Les médias ont rapporté qu'aujourd'hui, la NAMBLA n'existait plus que par le biais de son site web, maintenu par une poignée d'enthousiastes. En fait, le site de la NAMBLA donne des adresses à New York et San Francisco ainsi qu'un numéro de téléphone. Un bulletin d'information est encore édité et vendu sur ce site.

## Critiques et réponses aux critiques
Des groupes homosexuels, chrétiens, anti-pédophiles, des agences chargées du maintien de la sécurité et d'autres critiquent la NAMBLA en l'accusant de pousser à l'exploitation sexuelle des enfants. La NAMBLA est à leurs yeux un lieu de rencontre pour pédophiles. Ils ajoutent qu'un enfant prépubère est incapable de consentir librement à des propositions d'ordre sexuel émanant d'un adulte, et que tout contact sexuel entre enfants et adultes doit être prohibé. Quelques membres supposés de la NAMBLA ont déjà été condamnés pour abus sexuels sur mineurs.
Des soupçons sur les activités du groupe ont conduit à la fois le sénat et la poste américaine à mener des enquêtes sur le groupe, qui n'eurent aucun résultat probant.
Onell R. Soto, journaliste du San Diego Union-Tribune, écrivit en janvier 2005 : « Les professionnels de la justice et de la santé mentale affirment que bien que les membres de la NAMBLA soient peu nombreux, ils ont une dangereuse influence à cause de leur soutien internet envers les violeurs d'enfants potentiels. »
La NAMBLA, bien qu'elle défende la liberté sexuelle sans limitation d'âge, précise sur son site qu'elle « ne pousse à aucune activité contraire à la loi, ni ne défend quiconque la violerait ». Comme les relations sexuelles entre majeur et mineurs sont illégales, elles sont incluses dans cette déclaration, ce qui permet à la NAMBLA de répondre à la première salve de critiques.
Le mouvement rejette la conception commune de rapports sexuels intergénérationnels dangereux pour les mineurs, arguant que « les conséquences des expériences personnelles entre des adultes et des gens plus jeunes dépendent surtout du caractère consenti ou non de ces relations » Pour sa défense, la NAMBLA cite des recherches comme la Méta-analyse des conséquences de l'abus sexuel sur enfants, à partir de cas non cliniques de Rind et al. parue en 1998 dans le Psychological Bulletin. La NAMBLA consacra une page de son site à un rapide survol de l'étude sous le titre « Une bonne nouvelle à propos de l'amour homme/garçon », rapportant qu'« environ 70 % des jeunes hommes de l'étude considèrent leurs expériences sexuelles avec un adulte dans leur enfance ou adolescence comme positive, ou sans conséquence ». Plusieurs chercheurs ont contesté la validité de la méta-analyse.
Les groupes de défense des droits des homosexuels donnèrent comme raison à leur opposition à la NAMBLA le dégoût général du public pour la pédophilie et le viol d'enfant (selon les termes de différentes résolutions). Les groupes dissocient totalement leur combat de libération sexuelle avec celui des pédophiles et considèrent que la rhétorique de la NAMBLA n'est qu'une couverture pour les « activités réelles » de ses membres.
Pat Califia, grande figure de la libération sexuelle dans les années 1970, considère que le rejet de la NAMBLA par les autres homosexuels est majoritairement due à des considérations politiques. Selon elle, les grandes organisations homosexuelles n'ont pas rejeté les pédophiles et pédérastes avant que les opposants aux droits des homosexuels ne se servent de ces derniers pour assimiler tous les homosexuels à des violeurs d'enfants. Les propos de Steve Endean, lobbyiste gay opposé à la NAMBLA, vont dans le sens de cette théorie, quand il dit : « La NAMBLA ne fait que déchirer le mouvement. Si on attache les revendications des boylovers aux droits des homosexuels, les homosexuels n'auront jamais de droits. » Edmund White, écrivain et militant homosexuel, fit le même constat dans son ouvrage States of Desire : « C'est une question d'égoïsme. Notre mouvement ne peut rester lié au boylove. On ne cherche pas à savoir qui a raison : c'est n'est qu'une question de réalisme politique. »
Plusieurs conservateurs se sont servis de la NAMBLA pour attaquer les homosexuels en général. Avec le scandale des abus sexuels de l'Église catholique, en 2002, cette pratique s'est intensifiée. Mais les statistiques provenant d'associations professionnelles, comme l'association des psychologues américains (American Psychological Association) et la ligue américaine pour le bien-être des enfants (Child Welfare League of America) infirment ces propos, en montrant qu'il n'existe aucune corrélation entre homosexualité et abus sexuels d'enfants.

## La NAMBLA et la justice

### Affaires criminelles
Bien que la NAMBLA elle-même n'ait jamais été poursuivie en justice, plusieurs de ses membres l'ont été pour attouchements sexuels ou viols sur mineurs.
- La plus récente de ces affaires implique des hommes arrêtés par le FBI à Los Angeles et San Diego en février 2005. Sept d'entre eux ont été inculpés pour avoir voulu aller au Mexique afin de coucher avec des garçons. Un huitième pour distribution de pédopornographie. Selon les médias[3], le FBI pense qu'au moins un de ces hommes est un membre important de la NAMBLA, qu'un autre a organisé la convention du groupe en 2004 et qu'un troisième est membre ordinaire depuis les années 1980.

- Roy Radow, pédophile déclaré et membre du comité de pilotage de la NAMBLA, considéré parfois comme le porte-parole de l'organisation, fut arrêté en 1996 pour s'être masturbé devant un jeune garçon de douze ans. Le procès se termina sans que le jury ne parvînt à une décision[22].

- Le californien John David Smith a été arrêté en 1996 pour possession et distribution de pédopornographie. On découvrit ensuite qu'il avait abusé d'un garçon de onze ans, ce pour quoi il fut condamné. Il fut immédiatement radié de la NAMBLA[23].

- Paul Shanley, prêtre catholique ayant abusé d'enfants de six ans et plus pendant trois décennies, participa aux travaux théoriques fondateurs de la NAMBLA, selon des rapports de l'époque obtenus par le Boston Globe.

### Curley v. NAMBLA
En 2000, Robert et Barbara Curley, un couple de Boston, poursuivit la NAMBLA. Selon les Curley, Charles Jayne et Salvatore Sicari (reconnus coupables du meurtre du fils des Curleys, Jeffrey) « ont traqué Jeffrey Curley... puis l'ont torturé, tué et mutilé, le ou vers le 1er octobre 1997. Selon des renseignements dignes de confiance, Charles Jaynes, juste avant lesdits faits, a accédé au site internet de la NAMBLA à la bibliothèque de Boston. » Selon la police, Jaynes possédait chez lui huit numéros de publications de la NAMBLA lors de son arrestation. Le compte-rendu du procès affirme ensuite que « la NAMBLA est la conduite d'un réseau souterrain américain de pédophiles qui usent de leurs contacts au sein de l'association près de chez eux et sur internet pour obtenir de la pédopornographie et promouvoir la pédophilie ».
Citant des procès dans lesquels des membres de la NAMBLA avaient été accusés puis reconnus coupables d'atteintes sexuelles envers des enfants, Larry Frisoli, l'avocat des Curleys, prétendit que l'association était un « terrain d'entraînement » à la séduction d'enfant, et que ses membres y échangeaient leurs techniques sur la manière de trouver des partenaires sexuels impubères. Il proclama aussi que la NAMBLA aurait vendu sur son site internet un « Guide du viol et de la fuite » (selon ses mots), qui détaillerait comment éviter d'être arrêté puis poursuivi.
L'ACLU (Union américaine pour les libertés civiles) s'interposa pour défendre la NAMBLA en vertu de la liberté d'expression et obtint le non-lieu dans l'affaire, car la NAMBLA, bien qu'organisée, est une association non enregistrée. John Reinstein, président de l'ACLU du Massachusetts dit alors que, bien que la NAMBLA « puisse prôner des conduites actuellement illégales », rien sur son site « n'excusait ou n'incitait à commettre des actes illégaux, comme le meurtre ou le viol. » Les Curleys poursuivirent alors individuellement certains membres de la NAMBLA pour homicide involontaire :
Roy Radow, Joe Power, David Miller, Peter Herman, Max Hunter, Arnold Schoen et David Thorstad. Le couple prétendit aussi que Jaynes et Sicari étaient membres de la NAMBLA. En avril 2005, ces procès n'étaient toujours pas parvenus à leur terme.

### Autres affaires
Quelques membres de la NAMBLA ont eu à souffrir de leur appartenance à l'organisation.
- Peter Melzer, trésorier de la NAMBLA, membre du comité de pilotage, un de ses porte-paroles, et éditeur du Bulletin était professeur de physique à la réputée High School de science du Bronx depuis la fin des années 1960. En 1993, une télévision locale révéla son appartenance à la NAMBLA, et qu'il avait écrit des articles montrant son attirance pour les garçons de moins de seize ans. Bien que ses supérieurs fussent au courant depuis 1985, ceux-ci décidèrent de l'exclure de l'enseignement. Décision que confirma en 2003 la cour d'appel fédérale[27].

## Dans la culture populaire
L'association est mentionnée dans un épisode les séries : South Park : Cartman s'inscrit à la NAMBLA ; Les Simpson : Remplaçable et Paradise Police : Super Flics